# Campionati del mondo di atletica leggera 2015 - 800 metri piani maschili
La gara degli 800 metri piani maschili dei Campionati del mondo di atletica leggera 2015 si è svolta tra il 22 e il 25 agosto.

## Podio
| Pos.    | Atleta               | Nazionalità          | Tempo   |
| ------- | -------------------- | -------------------- | ------- |
| Oro     | David Lekuta Rudisha | Kenya                | 1'45"84 |
| Argento | Adam Kszczot         | Polonia              | 1'46"08 |
| Bronzo  | Amel Tuka            | Bosnia ed Erzegovina | 1'46"30 |

## Situazione pre-gara

### Record
Prima di questa competizione, il record del mondo e il record dei campionati erano i seguenti.
| Record                | Prestazione | Atleta                 | Data                                | Competizione             |
| --------------------- | ----------- | ---------------------- | ----------------------------------- | ------------------------ |
| Record mondiale       | 1'40"91     | David Rudisha Kenya    | 9 agosto 2012 Londra, Gran Bretagna | Giochi olimpici 2012     |
| Record dei campionati | 1'43"06     | Billy Konchellah Kenya | 1º settembre 1987 Roma, Italia      | Campionati mondiali 1987 |

### Campioni in carica
I campioni in carica, a livello mondiale e olimpico, erano:
| Campionessa | Atleta                | Prestazione | Data                                | Competizione         |
| ----------- | --------------------- | ----------- | ----------------------------------- | -------------------- |
| Olimpico    | David Rudisha Kenya   | 1'40"91     | 9 agosto 2012 Londra, Gran Bretagna | Giochi olimpici 2012 |
| Mondiale    | Mohammed Aman Etiopia | 1'43"31     | 13 agosto 2013 Mosca, Russia        | Mondiali 2013        |

### La stagione
Prima di questa gara, gli atleti con le migliori tre prestazioni dell'anno erano:
| Pos. | Atleta                         | Prestazione | Data                                        |
| ---- | ------------------------------ | ----------- | ------------------------------------------- |
| 1    | Amel Tuka Bosnia ed Erzegovina | 1'42"51     | 17 luglio 2015 Monaco, Principato di Monaco |
| 2    | Nijel Amos Botswana            | 1'42"66     | 17 luglio 2015 Monaco, Principato di Monaco |
| 3    | Ayanleh Souleiman Gibuti       | 1'42"97     | 17 luglio 2015 Monaco, Principato di Monaco |

## Risultati

### Qualificazioni
I migliori 3 di ogni batteria (Q) e i successivi migliori 6 tempi (q) si qualificano per le semifinali.
| Pos. | Batteria | Nome                       | Nazionalità          | Tempo   | Note                                     |
| ---- | -------- | -------------------------- | -------------------- | ------- | ---------------------------------------- |
| 1    | 4        | Ferguson Cheruiyot Rotich  | Kenya                | 1:45.83 | Q                                        |
| 2    | 4        | Amine El Manaoui           | Marocco              | 1:45.86 | Q                                        |
| 3    | 4        | Kevin López                | Spagna               | 1:46.06 | Q                                        |
| 4    | 4        | Konstantin Tolokonnikov    | Russia               | 1:46.07 | q                                        |
| 5    | 3        | Amel Tuka                  | Bosnia ed Erzegovina | 1:46.12 | Q                                        |
| 6    | 3        | Nader Belhanbel            | Marocco              | 1:46.23 | Q                                        |
| 7    | 4        | Marcin Lewandowski         | Polonia              | 1:46.25 | q                                        |
| 8    | 3        | Rafith Rodríguez           | Colombia             | 1:46.39 | Q                                        |
| 9    | 5        | Adam Kszczot               | Polonia              | 1:46.62 | Q                                        |
| 10   | 3        | Erik Sowinski              | Stati Uniti          | 1:46.63 | q                                        |
| 11   | 5        | Alfred Kipketer            | Kenya                | 1:46.67 | Q                                        |
| 12   | 3        | Mark English               | Irlanda              | 1:46.69 | q                                        |
| 13   | 4        | Thijmen Kupers             | Paesi Bassi          | 1:46.70 | q                                        |
| 14   | 5        | Jeffrey Riseley            | Australia            | 1:46.79 | Q                                        |
| 15   | 5        | Jena Umar                  | Etiopia              | 1:47.03 | q                                        |
| 16   | 1        | Nijel Amos                 | Botswana             | 1:47.23 | Q                                        |
| 17   | 3        | Žan Rudolf                 | Slovenia             | 1:47.24 |                                          |
| 18   | 1        | Antoine Gakeme             | Burundi              | 1:47.47 | Q                                        |
| 19   | 5        | Abdelati El Guesse         | Marocco              | 1:47.49 |                                          |
| 20   | 1        | Ali Al-Deraan              | Arabia Saudita       | 1:47.65 | Q                                        |
| 21   | 4        | Musa Hajdari               | Kosovo               | 1:47.70 | Record nazionale                         |
| 22   | 2        | Mohammed Aman              | Etiopia              | 1:47.87 | Q                                        |
| 23   | 2        | Pierre-Ambroise Bosse      | Francia              | 1:47.89 | Q                                        |
| 24   | 1        | Robin Schembera            | Germania             | 1:48.04 |                                          |
| 25   | 5        | Andreas Almgren            | Svezia               | 1:48.06 |                                          |
| 26   | 2        | Clayton Murphy             | Stati Uniti          | 1:48.08 | Q                                        |
| 27   | 2        | Giordano Benedetti         | Italia               | 1:48.15 |                                          |
| 28   | 2        | Jozef Repcìk               | Slovacchia           | 1:48.26 |                                          |
| 29   | 6        | David Lekuta Rudisha       | Kenya                | 1:48.31 | Q                                        |
| 30   | 6        | Abraham Kipchirchir Rotich | Bahrein              | 1:48.42 | Q                                        |
| 31   | 4        | Brice Etes                 | Monaco               | 1:48.52 |                                          |
| 32   | 6        | Musaeb Abdulrahman Balla   | Qatar                | 1:48.59 | Q                                        |
| 33   | 5        | Reinhardt van Rensburg     | Sudafrica            | 1:48.61 |                                          |
| 34   | 6        | Michael Rimmer             | Gran Bretagna        | 1:48.70 |                                          |
| 35   | 1        | Joshua Ralph               | Australia            | 1:48.90 |                                          |
| 36   | 6        | Andreas Bube               | Danimarca            | 1:48.94 |                                          |
| 37   | 2        | Jamal Hairane              | Qatar                | 1:48.96 |                                          |
| 38   | 1        | Casimir Loxsom             | Stati Uniti          | 1:48.97 |                                          |
| 39   | 6        | Artur Kuciapski            | Polonia              | 1:49.22 |                                          |
| 40   | 1        | Khalid Benmahdi            | Algeria              | 1:49.61 |                                          |
| 41   | 2        | Kyle Langford              | Gran Bretagna        | 1:49.78 |                                          |
| 42   | 6        | Cleiton Abrão              | Brasile              | 1:49.79 |                                          |
| 43   | 2        | Adnan Taess Akkar          | Iraq                 | 1:54.44 | Miglior prestazione personale stagionale |
| 44   | 6        | Wais Ibrahim Khairandesh   | Afghanistan          | 1:59.51 |                                          |
|      | 3        | Alex Amankwah              | Ghana                | dns     |                                          |

### Semifinali
I migliori 2 di ogni batteria (Q) e i successivi migliori 2 tempi (q) si qualificano per la finale.
| Pos. | Batteria | Nome                       | Nazionalità          | Tempo   | Note |
| ---- | -------- | -------------------------- | -------------------- | ------- | ---- |
| 1    | 3        | Amel Tuka                  | Bosnia ed Erzegovina | 1.44.48 | Q    |
| 2    | 3        | Ferguson Cheruiyot Rotich  | Kenya                | 1:44.85 | Q    |
| 3    | 1        | Adam Kszczot               | Polonia              | 1:44.97 | Q    |
| 4    | 1        | Alfred Kipketer            | Kenya                | 1:44.99 | Q    |
| 5    | 1        | Pierre-Ambroise Bosse      | Francia              | 1:45.02 | q    |
| 6    | 3        | Nader Belhanbel            | Marocco              | 1:45.28 | q    |
| 7    | 3        | Marcin Lewandowski         | Polonia              | 1:45.34 |      |
| 8    | 3        | Mark English               | Irlanda              | 1:45.55 |      |
| 9    | 3        | Rafith Rodríguez           | Colombia             | 1:45.63 |      |
| 10   | 1        | Kevin López                | Spagna               | 1:45.84 |      |
| 11   | 1        | Amine El Manaoui           | Marocco              | 1:46.09 |      |
| 12   | 1        | Clayton Murphy             | Stati Uniti          | 1:46.28 |      |
| 13   | 3        | Erik Sowinski              | Stati Uniti          | 1:47.16 |      |
| 14   | 2        | David Lekuta Rudisha       | Kenya                | 1:47.70 | Q    |
| 15   | 1        | Thijmen Kupers             | Paesi Bassi          | 1:47.74 |      |
| 16   | 2        | Musaeb Abdulrahman Balla   | Qatar                | 1:47.93 | Q    |
| 17   | 2        | Nijel Amos                 | Botswana             | 1:47.96 |      |
| 18   | 2        | Konstantin Tolokonnikov    | Russia               | 1:48.32 |      |
| 19   | 2        | Abraham Kipchirchir Rotich | Bahrein              | 1:48.61 |      |
| 20   | 3        | Jena Umar                  | Etiopia              | 1:48.68 |      |
| 21   | 2        | Ali Al-Deraan              | Arabia Saudita       | 1:48.71 |      |
| 22   | 2        | Antoine Gakeme             | Burundi              | 1:48.86 |      |
|      | 1        | Mohammed Aman              | Etiopia              | dq      |      |
|      | 2        | Jeffrey Riseley            | Australia            | dns     |      |

### Finale
| Pos. | Nome                      | Nazionalità          | Tempo   | Note |
| ---- | ------------------------- | -------------------- | ------- | ---- |
|      | David Rudisha             | Kenya                | 1:45.84 |      |
|      | Adam Kszczot              | Polonia              | 1:46.08 |      |
|      | Amel Tuka                 | Bosnia ed Erzegovina | 1:46.30 |      |
| 4    | Ferguson Cheruiyot Rotich | Kenya                | 1:46.35 |      |
| 5    | Pierre-Ambroise Bosse     | Francia              | 1:46.63 |      |
| 6    | Musaeb Abdulrahman Balla  | Qatar                | 1:47.01 |      |
| 7    | Nader Belhanbel           | Marocco              | 1:47.09 |      |
| 8    | Alfred Kipketer           | Kenya                | 1:47.66 |      |